# Alexis Amore
Alexis Amore (Lima, 29 de dezembro de 1978) é uma atriz pornográfica peruana radicada nos Estados Unidos.

## Biografia
Nasceu em Lima, no Peru, mudou-se com seus pais para os Estados Unidos, praia de Redondo, Califórnia quando tinha nove anos de idade. Estudou em uma escola secundária católica na praia de Hermosa, onde foi líder de torcida. Aos 15 anos começou a trabalhar como modelo para a loja americana Nordstrom. Continuou por algum tempo como modelo fotográfica para algumas outras lojas nos E.U.A. Antes de começar sua carreira como atriz pornô, Alexis fez um implante de silicone nos seios.
Por volta de 1998, durante um teste para uma produção da HBO, foi sugerido a ela que fizesse um teste para o canal Playboy, onde se tornou pouco tempo depois em apresentadora do Programa Nightcalls. Teve oportunidade de entrevistar várias atrizes pornôs, como Jewel De'Nyle e Alexa Rae, abordando assuntos a respeito da indústria pornográfica. Foi atraída pelos comentários das atrizes sobre a cena pornô, e decidiu dedicar-se também a este ramo. Foi contratada pela produtora Vivid para rodar uma cena que faria parte do filme The Watcher 6, em 1999. Fez seis filmes, mas deixou a indústria pornográfica. Em fevereiro de 2003, voltou a se dedicar a indústria pornográfica, fechando contrato de exclusividade com a produtora Jill Kelly Productions (JKP), com duração um ano.
Logo após o fim do contrato com a JKP, Alexis Amore fechou contrato de exclusividade com a produtora Anabolic onde também trabalhou como diretora do filme Lascivious Latinas. Após o fim do contrato com a Anabolic, Alexis trabalhou algum tempo em produções independentes sem vínculo com nenhuma produtora. Em 2006, firmou contrato de exclusividade com a produtora Metro/Video Team, que continua a vigorando atualmente. Além disso, Alexis Amore possui contrato com a Novelties Exotic, uma fábrica de produtos eróticos da Califórnia.

## Filmografia (Atuando)
| Título do Filme                                 | Produtora           | Ano  |
| Watcher 6                                       | Vivid Raw           | 1999 |
| Sexo En Vacaciones                              | Virginia            | 1999 |
| 72 Cheerleader Orgy                             | Vivid Raw           | 2000 |
| Action Sports Sex 7                             | Vivid Raw           | 2000 |
| Babes Illustrated 9                             | Cal Vista           | 2000 |
| Blowjob Fantasies 11                            | Toxxxic             | 2000 |
| Booty Talk 16: Spunky's Sex Party               | West Coast          | 2000 |
| Buttwoman 2000                                  | Elegant Angel       | 2000 |
| Casting Couch Cuties 1                          | VCA Xplicit         | 2000 |
| Champion                                        | Wildlife            | 2000 |
| Chill'in Wit The Mack                           | SMP                 | 2000 |
| Cock Smokers 17                                 | Extreme             | 2000 |
| Creme De La Face 45: Hot Licks                  | Odyssey             | 2000 |

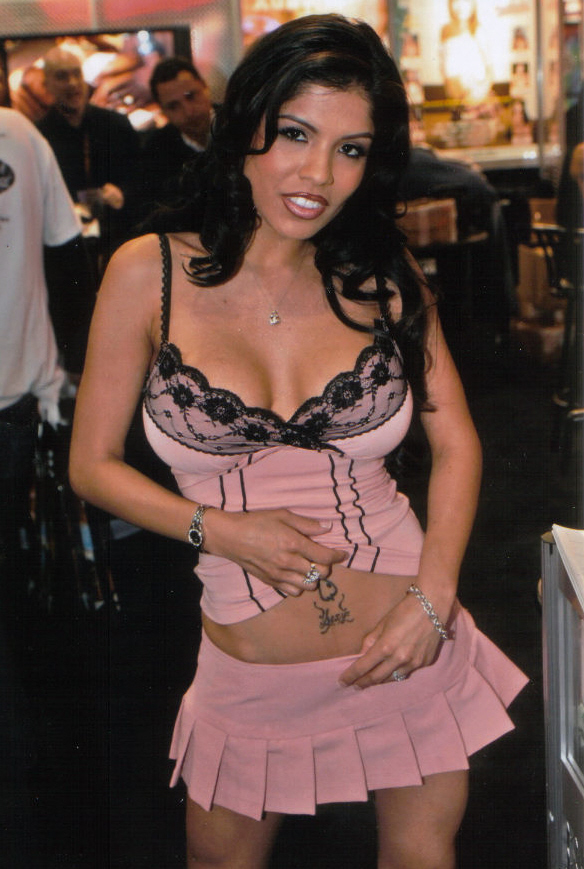
Alexis Amore mostrando sua tatuagem

| Creme De La Face 47: Getting It Good And Gooed  | Odyssey             | 2000 |
| Double Air Bags 4                               | Channel 69          | 2000 |
| Flesh Peddlers 8                                | Amazing             | 2000 |
| Forbidden Farrah                                | Erotic Angel        | 2000 |
| Girl's Affair 44                                | Fat Dog             | 2000 |
| Girls Home Alone 11                             | Wildlife            | 2000 |
| Latinas Debutantes 17                           | Video Amor          | 2000 |
| More Dirty Debutantes 135                       | 4-Play              | 2000 |
| More Than A Handful 8                           | Cal Vista           | 2000 |
| My First Porno                                  | Wicked              | 2000 |
| Naughty Slumber Party                           | ABorda              | 2000 |
| North Pole 14                                   | New Sensations      | 2000 |
| Ooze                                            | Odyssey             | 2000 |
| Panty Hoes 1                                    | New Sensations      | 2000 |
| Pirate Deluxe 12: Perversions Of The Damned     | Odyssey / Private   | 2000 |
| Players Academy                                 | Sin City            | 2000 |
| Pornocide                                       | Sinister            | 2000 |
| Puppeteer                                       | Ultimate            | 2000 |
| Sex Across America 2                            | Fallen Angel        | 2000 |
| Sexy Sorority Initiations 2                     | Jet                 | 2000 |
| Slumber Party 11                                | Odyssey             | 2000 |
| There's Something About Jack 6                  | West Coast          | 2000 |
| Titty Fuckers 2                                 | Wildlife            | 2000 |
| White Panty Chronicles 14                       | Rain                | 2000 |
| World's Luckiest Jock                           | Vivid Raw           | 2000 |
| Anniversary Dreams                              | JKelly              | 2001 |
| Ass Angels 2                                    | Adam & Eve          | 2001 |
| Big Tit Teasers 3: Playing With Perfect Pillows | Top Heavy           | 2001 |
| Deep Pink 2: Salsa Pink                         | Babylon             | 2001 |
| Get Yo' Orgy On 1                               | West Coast          | 2001 |
| Girl's Affair 61                                | Fat dog             | 2001 |
| Haven's Heaven                                  | Jkelly              | 2001 |
| Mr. Beaver Checks In 7                          | Hustler             | 2001 |
| New Breed 5                                     | Pleasure            | 2001 |
| Perfect Pink 11: Barely Covered                 | JKelly              | 2001 |
| Runaway Sluts Exposed 2                         | Devil's films       | 2001 |
| Secret Of Harlot Hill                           | Adam & Eve          | 2001 |
| Stacked 7: Black Magic Boobs                    | Pleasure            | 2001 |
| Titty Mania 3                                   | Heatwave            | 2001 |
| Aztec Dagger                                    | New Era             | 2002 |
| Babes In Pornland 11: Exotic Babes              | Puritan             | 2002 |
| Balls Deep 6                                    | Anabolic            | 2002 |
| Big Boob Bangeroo 25                            | Totally Tasteless   | 2002 |
| Big Tit Nurses                                  | Filmco              | 2002 |
| Bra Busting Foot Fantasies                      | Bizarre             | 2002 |
| Busty Beauties 1                                | Hustler             | 2002 |
| Busty Beauties 6                                | Precious            | 2002 |
| Dark Sunrise                                    | Dreamland USA       | 2002 |
| Fetish 2: Are You Human?                        | Ninn Worx           | 2002 |
| Hand Job Hunnies 3                              | Toxxxic             | 2002 |
| Hotel O 2                                       | Video Team          | 2002 |
| I Love Lacey                                    | Video Team          | 2002 |
| Latin Extreme                                   | Jkelly              | 2002 |
| Lusty Busty Dolls 7                             | Bizarre             | 2002 |
| Mail Order Bride                                | Adam & Eve          | 2002 |
| Mamacitas 1                                     | Video Team          | 2002 |
| New Girls In Town 3                             | Wicked              | 2002 |
| Pussy Foot'n 1                                  | Zaye                | 2002 |
| Screw My Husband Please 3                       | Wildlife            | 2002 |
| Second Chance                                   | Wicked              | 2002 |
| Slim 'n Stacked                                 | Blue Coyote         | 2002 |
| Sticky Side Up 7                                | West Coast          | 2002 |
| Still Up In His XXX                             | Amor                | 2002 |
| Thief Of Hearts                                 | Simon Wolf          | 2002 |
| Thumb Suckers                                   | Dreamland Usa       | 2002 |
| Tits                                            | Dreamland Usa       | 2002 |
| Voluptuous 2                                    | Toxxxic             | 2002 |
| Web Mistress                                    | Jill Kelly          | 2002 |
| When The Boyz Are Away The Girlz Will Play 6    | Jkelly              | 2002 |
| Women Of Color 4                                | Anabolic            | 2002 |
| 100% Girls                                      | Jkelly              | 2003 |
| 100% Jenna Haze                                 | Jkelly              | 2003 |
| Alexis On Fire                                  | Jkelly              | 2003 |
| Alexis Unleashed                                | Jkelly              | 2003 |
| Anal-ly Yours                                   | Jkelly              | 2003 |
| Beautiful Couples 2                             | Jkelly              | 2003 |
| Best Of Alexis Amore                            | Sensational Video   | 2003 |
| Bigger Is Better                                | Jkelly              | 2003 |
| Border Trash                                    | Sin City            | 2003 |
| Break The Chains                                | JKelly              | 2003 |
| Buffy Malibu's Nasty Girls 29                   | Anabolic            | 2003 |
| Cindy's Fairy Tails                             | Jkelly              | 2003 |
| Cooking In The Kitchen                          | Jkelly              | 2003 |
| Desire                                          | Sin City            | 2003 |
| Desperately Seeking Alexis                      | Jkelly              | 2003 |
| Dildosensations.com 1                           | World Wide Works    | 2003 |
| Dream Girls                                     | Sin City            | 2003 |
| Dream Scenes                                    | Jkelly              | 2003 |
| Ethnic Amore                                    | Jkelly              | 2003 |
| Fetish Circus                                   | Ninn Worx           | 2003 |
| Fetish World 2                                  | Bizarre             | 2003 |
| Internally Alexis                               | Jkelly              | 2003 |
| Jane Millionaire                                | Jkelly              | 2003 |
| Jet Black Booty                                 | Adam & Eve          | 2003 |
| JKP All Latin 1                                 | Jkelly              | 2003 |
| JKP All Latin 2                                 | Jkelly              | 2003 |
| JKP Hardcore 1                                  | Jkelly              | 2003 |
| Latin Amore 2                                   | Jkelly              | 2003 |
| Limelight Girls 1                               | Limelight           | 2003 |
| Panty Paradise                                  | Jkelly              | 2003 |
| Perfect Pink 15: Kisses                         | Jkelly              | 2003 |
| Perfect Pink 16: Leather                        | Jkelly              | 2003 |
| Pop 1                                           | Ninn Worx           | 2003 |
| Private Schoolgirl Secrets 3                    | Jet                 | 2003 |
| Punch Club                                      | Jkelly              | 2003 |
| Pussy Pageant                                   | Jkelly              | 2003 |
| Put It In Your Mouth                            | Sensational Videos  | 2003 |
| Screwless                                       | Jkelly              | 2003 |
| Sex In The Valley                               | Digital Playground  | 2003 |
| Sizzlin' Salsa                                  | Jkelly              | 2003 |
| So Nice So Naughty                              | Jkelly              | 2003 |
| Squeel Like A Pig!                              | Notorious           | 2003 |
| Stacked 10: Charlie's Charlies                  | Top Heavy           | 2003 |
| Tyler's Crazy Horny                             | Jkelly              | 2003 |
| Unbelievable Sex 3                              | Jkelly              | 2003 |
| Watchmesuckdick.com 2                           | Sensational Video   | 2003 |
| When The Boyz Are Away The Girlz Will Play 11   | Jkelly              | 2003 |
| When The Boyz Are Away The Girlz Will Play 12   | Jkelly              | 2003 |
| 100% Blowjobs 25                                | Jkelly              | 2004 |
| 100% Blowjobs 26                                | Jkelly              | 2004 |
| 100% Blowjobs 28                                | Jkelly              | 2004 |
| 100% Blowjobs 29                                | Jkelly              | 2004 |
| 100% Blowjobs 30                                | Jkelly              | 2004 |
| Anal Intentions                                 | JKelly              | 2004 |
| Best Of Alexis Amore                            | Jkelly              | 2004 |
| Dark Intent                                     | Jkelly              | 2004 |
| Double Stuffed 5                                | Anabolic            | 2004 |
| Droppin' Loads 4                                | Wildlife            | 2004 |
| Graced 2                                        | Jkelly              | 2004 |
| Gym Nasties                                     | Jkelly              | 2004 |
| Hustler's Greatest Tits                         | Hustler             | 2004 |
| Jenna Haze Stripped                             | Jkelly              | 2004 |
| Jkp All Asian 3                                 | Jkelly              | 2004 |
| JKP All Latin 3                                 | Jkelly              | 2004 |
| Jkp Girls Of The Hook                           | Jkelly              | 2004 |
| Love Those Curves                               | Jkelly              | 2004 |
| Perfect Pink 18: Nautica And Jenna In Pink      | Jkelly              | 2004 |
| Sentenced                                       | Vivid               | 2004 |
| Top Notch Bitches 1                             | Ginalynn            | 2004 |
| Zrotique                                        | Sex Z               | 2004 |
| 100% Blowjobs 31                                | Jkelly              | 2005 |
| 100% Blowjobs 32                                | Jkelly              | 2005 |
| 100% Blowjobs 33                                | Jkelly              | 2005 |
| 100% Blowjobs 34                                | Jkelly              | 2005 |
| 100% Blowjobs 35                                | Jkelly              | 2005 |
| Anal Expedition 7                               | Redlight District   | 2005 |
| Ass Jumpers 1                                   | Metro               | 2005 |
| Big Titty Woman 1                               | LFP                 | 2005 |
| Caliente                                        | Wicked              | 2005 |
| Chicks And Salsa 2                              | 3rd Degree          | 2005 |
| Cotton Panties Half Off                         | Vivid               | 2005 |
| Foot Files 2                                    | Bizarre             | 2005 |
| Horny Spanish Flies 1                           | Twisted Pink        | 2005 |
| Hustler Centerfolds 6                           | Hustler             | 2005 |
| It Girls                                        | Jkelly              | 2005 |
| Larry's Angels                                  | Hustler             | 2005 |
| Lascivious Latinas 1                            | Anabolic            | 2005 |
| Matrix Nudes 2                                  | Cal Vista           | 2005 |
| Mexxi-Melts                                     | Loaded digital      | 2005 |
| Myne Tease 4                                    | Metro               | 2005 |
| Off the Rack 1                                  | DVSX                | 2005 |
| Perfect Slut                                    | Jkelly              | 2005 |
| Porn Fidelity 2                                 | LIE                 | 2005 |
| Porn Stars 1                                    | Maximum Grind       | 2005 |
| Ride 'em Hard                                   | Jkelly              | 2005 |
| Rock Hard 4                                     | Powerhouse          | 2005 |
| Score Xtra 8                                    | Score               | 2005 |
| Secrets Of The Velvet Ring                      | Wicked              | 2005 |
| Strap-on Toyz                                   | Vicious             | 2005 |
| Surrender The Booty 1                           | Loaded Digital      | 2005 |
| Twisted Vision 3                                | Red Light District  | 2005 |
| War Of The Girls                                | Sbutts              | 2005 |
| Weapons Of Ass Destruction 4                    | Evil Angel          | 2005 |
| All About Alexis                                | Video Team          | 2006 |
| Contract Killers                                | Platinum Blue       | 2006 |
| Decline Of Western Civilization                 | Sex Z Pictures      | 2006 |
| Double D Babes 2                                | Loaded digital      | 2006 |
| Elite                                           | Loaded digital      | 2006 |
| Latina Anal Assault 2                           | Metro               | 2006 |
| Mamacitas 8                                     | Metro               | 2006 |
| Run For The Border                              | Juicy Entertainment | 2006 |
| Teradise Island                                 | Vivid               | 2006 |

## Filmografia  (Direção)
| Título do Filme    | Produtora | Ano  |
| Lascivious Latinas | Anabolic  | 2004 |